# Les Brulais
Les Brulais sont une commune française située dans le département d'Ille-et-Vilaine en Région Bretagne. Elle est membre de Vallons de Haute Bretagne Communauté.

## Géographie

### Communes limitrophes
| Guer Morbihan | Val-d'Anast        |             |
| Comblessac    | Brulais            | Val-d'Anast |
|               | Carentoir Morbihan | Val-d'Anast |

### Géologie
Du calcaire lacustre tongrien est présent aux Brulais.

### Hydrographie
Pour un article plus général, voir Réseau hydrographique d'Ille-et-Vilaine.
La commune est située dans le bassin Loire-Bretagne. Elle est drainée par l'Aff, les Grasses Noés, le ruisseau de Faure, le ruisseau de la Gabouille, le ruisseau de la Gouie et le ruisseau des Douets du bignon,,.
L'Aff, d'une longueur de 67 km, prend sa source dans la commune de Paimpont et se jette  dans l' Oust à Saint-Vincent-sur-Oust, après avoir traversé 17 communes. 

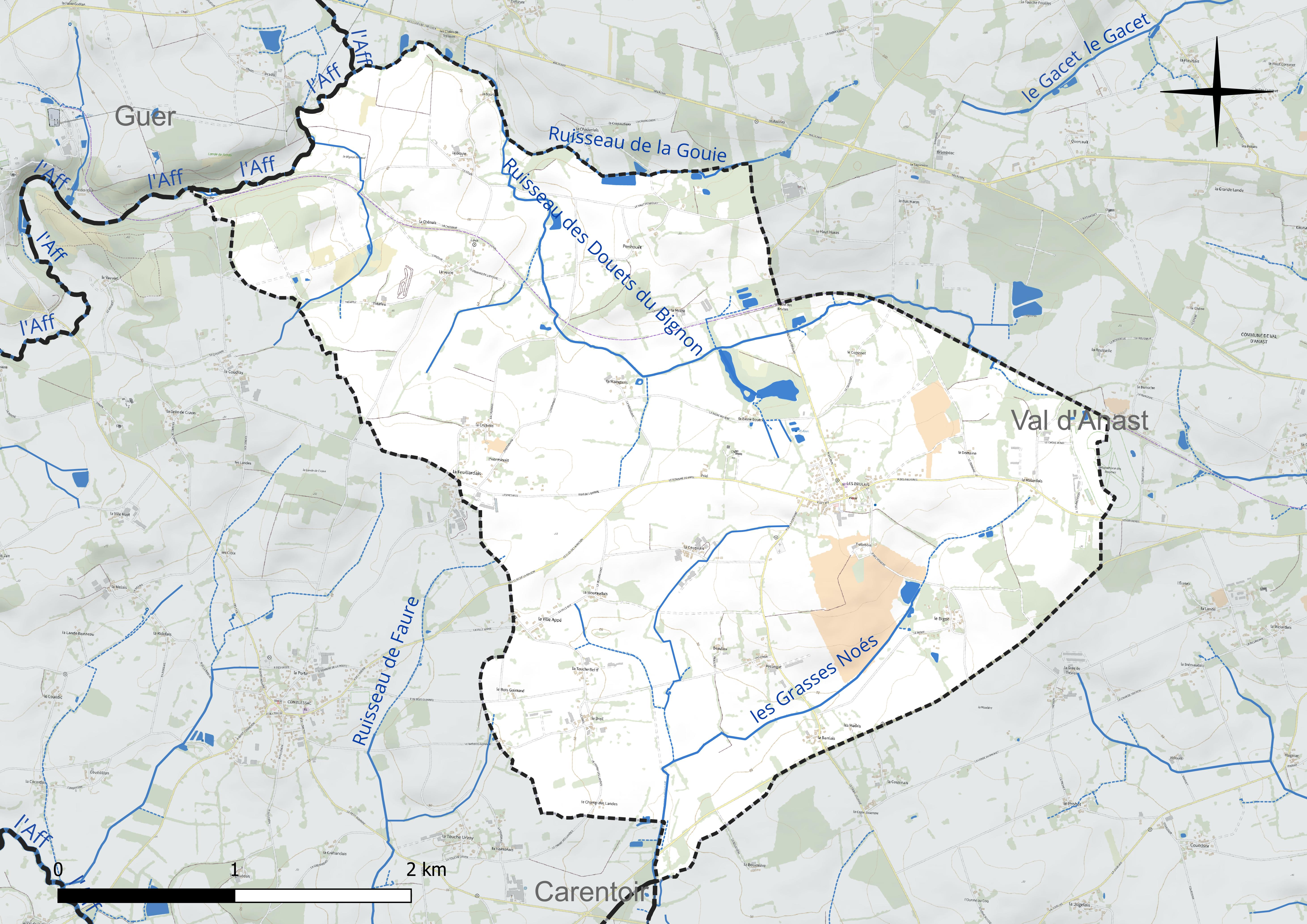
Réseau hydrographique des Brulais.

### Climat
Pour des articles plus généraux, voir Climat de la Bretagne et Climat d'Ille-et-Vilaine.
En 2010, le climat de la commune est de type climat océanique franc, selon une étude du CNRS s'appuyant sur une série de données couvrant la période 1971-2000. En 2020, Météo-France publie une typologie des climats de la France métropolitaine dans laquelle la commune est exposée à un climat océanique et est dans la région climatique  Bretagne orientale et méridionale, Pays nantais, Vendée, caractérisée par une faible pluviométrie en été et une bonne insolation. Parallèlement l'observatoire de l'environnement en Bretagne publie en 2020 un zonage climatique de la région Bretagne, s'appuyant sur des données de Météo-France de 2009. La commune est, selon ce zonage, dans la zone « Intérieur Est », avec des hivers frais, des étés chauds et des pluies modérées.  
Pour la période 1971-2000, la température annuelle moyenne est de 11,5 °C, avec une amplitude thermique annuelle de 12,8 °C. Le cumul annuel moyen de précipitations est de 750 mm, avec 12,7 jours de précipitations en janvier et 6,3 jours en juillet. Pour la période 1991-2020, la température moyenne annuelle observée sur la station météorologique la plus proche, située sur la commune de Guer à 6 km à vol d'oiseau, est de 12,3 °C et le cumul annuel moyen de précipitations est de 872,7 mm,. Pour l'avenir, les paramètres climatiques de la commune estimés pour 2050 selon différents scénarios d'émission de gaz à effet de serre sont consultables sur un site dédié publié par Météo-France en novembre 2022.

## Urbanisme

### Typologie
Au 1er janvier 2024, Les Brulais sont catégorisés commune rurale à habitat dispersé, selon la nouvelle grille communale de densité à sept niveaux définie par l'Insee en 2022.
Elle est située hors unité urbaine. Par ailleurs la commune fait partie de l'aire d'attraction de Guer, dont elle est une commune de la couronne,. Cette aire, qui regroupe 9 communes, est catégorisée dans les aires de moins de 50 000 habitants,.

### Occupation des sols
L'occupation des sols de la commune, telle qu'elle ressort de la base de données européenne d'occupation biophysique des sols Corine Land Cover (CLC), est marquée par l'importance des territoires agricoles (95,9 % en 2018), une proportion identique à celle de 1990 (95,9 %). La répartition détaillée en 2018 est la suivante : 
zones agricoles hétérogènes (53,2 %), terres arables (32,9 %), prairies (6,1 %), cultures permanentes (3,7 %), forêts (3,1 %), espaces verts artificialisés, non agricoles (1,1 %). L'évolution de l'occupation des sols de la commune et de ses infrastructures peut être observée sur les différentes représentations cartographiques du territoire : la carte de Cassini (XVIIIe siècle), la carte d'état-major (1820-1866) et les cartes ou photos aériennes de l'IGN pour la période actuelle (1950 à aujourd'hui).

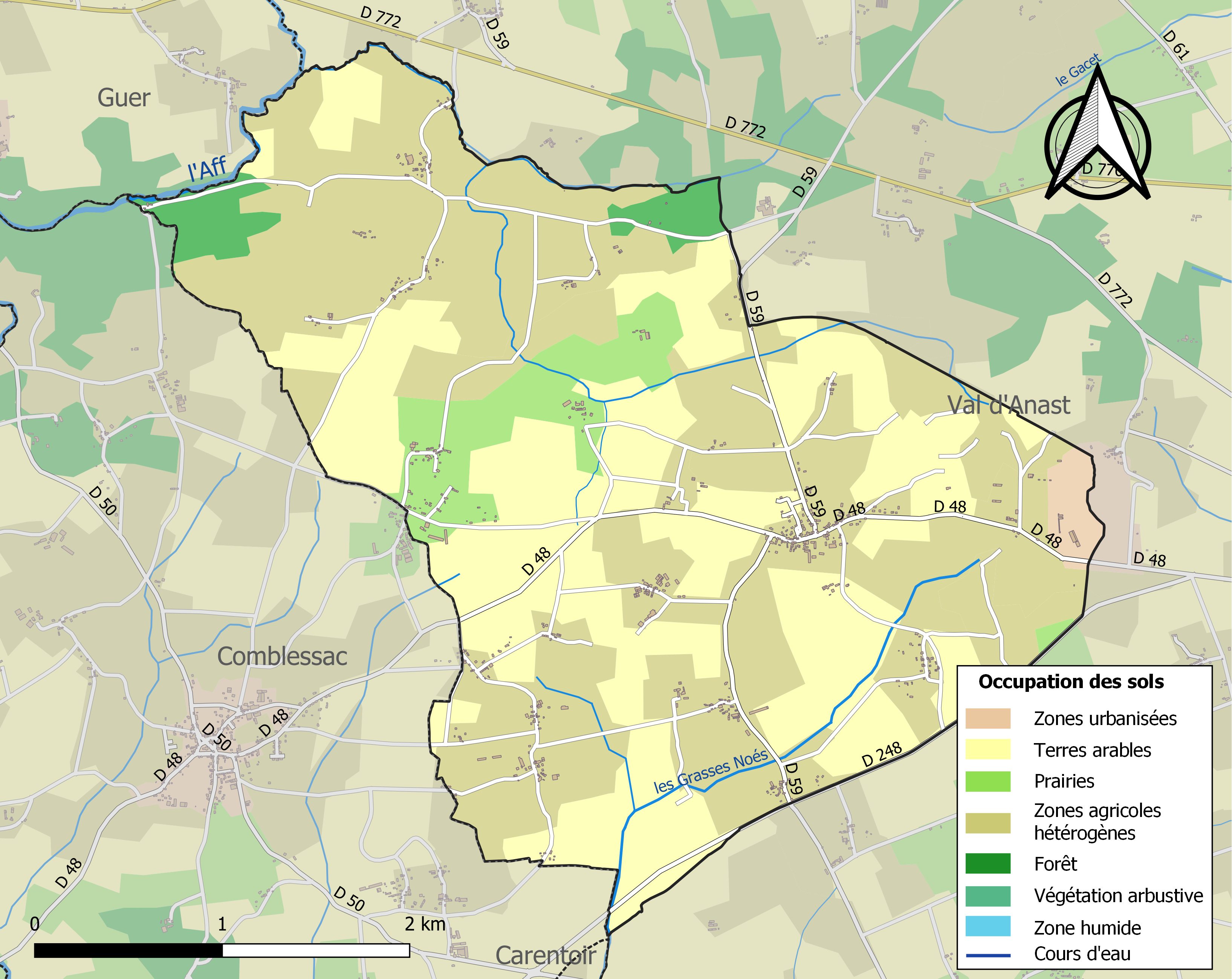
Carte des infrastructures et de l'occupation des sols de la commune en 2018 (CLC).

## Toponymie
Selon l'Office public de la langue bretonne, Les Brulais ont eu successivement les noms suivants[réf. nécessaire] :
- 1155 : Bruereto;
- 1158 : Brueleto[21] ;
- 1185 : Brulato[21] ;
- 1246 : Cap. des Brueres[21] ;
- 1285 : La Ch. des Bruyères[21] ;
- 1330 : Bruirez[21].

Du gaulois tardif brogilos devenu bruel, « petit bois ceint d'une haie »[réf. nécessaire].
La forme normalisée en breton proposée par l'Office de la langue bretonne est Ar Brugeier.

## Histoire

### Révolution française
La commune indépendante des Brulais a été créée en 1790, par démembrement de la commune de Comblessac.

### LeXXesiècle

#### La Belle Époque
Le 5 avril 1903 est mis en service le tronçon Messac-Ploërmel de la ligne de chemin de fer de Châteaubriant à Ploërmel, à voie métrique et voie unique ; elle dessert les gares de Guipry, Pipriac-Lohéac, Maure, Les Brulais, Guer, Port-Sec de Porcaro et Augan.

## Politique et administration
| Période                                  | Période     | Identité             | Étiquette | Qualité                    |
| ---------------------------------------- | ----------- | -------------------- | --------- | -------------------------- |
| 1900                                     | 1907        | Jean-Marie Peschard  |           |                            |
| 1907                                     | 1920        | Jean Urvoy           |           | cultivateur                |
| 1920                                     | 1924        | Joseph Métayer       |           |                            |
| 1924                                     | 1932        | Joseph Chotard       |           |                            |
| 1932                                     | 1951        | François Peschard    |           |                            |
| 1951                                     | 1977        | Joseph Damoux        |           |                            |
| mars 1977                                | mars 1983   | Jean Damoux          | DVD       | Menuisier                  |
| mars 1983                                | mars 1989   | Jean-Claude Régnault |           |                            |
| mars 1989                                | mars 2001   | Jean Damoux          | DVD       | Menuisier, maire honoraire |
| mars 2001                                | mars 2014   | Michel Gruel         | SE        | Retraité                   |
| avril 2014                               | 23 mai 2020 | Alain Lacorne        | SE        | Général en retraite        |
| 23 mai 2020                              | En cours    | Hugues Raffegeau     |           | Agriculteur                |
| Les données manquantes sont à compléter. |             |                      |           |                            |

## Démographie

### Évolution démographique
L'évolution du nombre d'habitants est connue à travers les recensements de la population effectués dans la commune depuis 1793. Pour les communes de moins de 10 000 habitants, une enquête de recensement portant sur toute la population est réalisée tous les cinq ans, les populations de référence des années intermédiaires étant quant à elles estimées par interpolation ou extrapolation. Pour la commune, le premier recensement exhaustif entrant dans le cadre du nouveau dispositif a été réalisé en 2005.

En 2022, la commune comptait 541 habitants, en évolution de −0,55 % par rapport à 2016 (Ille-et-Vilaine : +5,46 %, France hors Mayotte : +2,11 %).
| 1793 | 1800 | 1806 | 1821 | 1831 | 1836 | 1841 | 1846 | 1851 |
| ---- | ---- | ---- | ---- | ---- | ---- | ---- | ---- | ---- |
| 638  | 641  | 641  | 660  | 675  | 735  | 685  | 660  | 636  |

| 1856 | 1861 | 1866 | 1872 | 1876 | 1881 | 1886 | 1891 | 1896 |
| ---- | ---- | ---- | ---- | ---- | ---- | ---- | ---- | ---- |
| 655  | 641  | 661  | 675  | 682  | 665  | 702  | 693  | 699  |

| 1901 | 1906 | 1911 | 1921 | 1926 | 1931 | 1936 | 1946 | 1954 |
| ---- | ---- | ---- | ---- | ---- | ---- | ---- | ---- | ---- |
| 705  | 709  | 733  | 622  | 571  | 583  | 543  | 528  | 472  |

| 1962 | 1968 | 1975 | 1982 | 1990 | 1999 | 2005 | 2006 | 2010 |
| ---- | ---- | ---- | ---- | ---- | ---- | ---- | ---- | ---- |
| 422  | 389  | 382  | 362  | 387  | 400  | 456  | 456  | 465  |

| 2015 | 2020 | 2022 | - | - | - | - | - | - |
| ---- | ---- | ---- | - | - | - | - | - | - |
| 535  | 534  | 541  | - | - | - | - | - | - |

### Population en 2015
| Population par sexe et âge en 2015 |        |        |       |
|                                    | Hommes | Femmes | Total |
| Ensemble                           | 274    | 261    | 535   |
|                                    |        |        |       |
| 0 à 14 ans                         | 64     | 64     | 128   |
| 15 à 29 ans                        | 41     | 39     | 80    |
| 30 à 44 ans                        | 55     | 50     | 105   |
| 45 à 59 ans                        | 60     | 53     | 113   |
| 60 à 74 ans                        | 37     | 33     | 70    |
| 75 à 89 ans                        | 15     | 18     | 33    |
| 90 ans ou plus                     | 2      | 4      | 6     |
|                                    | 274    | 261    | 535   |
|                                    |        |        |       |
| 0 à 19 ans                         | 79     | 75     | 154   |
| 20 à 64 ans                        | 154    | 146    | 300   |
| 65 ans ou plus                     | 41     | 40     | 81    |
|                                    | 274    | 261    | 535   |
|                                    |        |        |       |

Avec 76 habitants de plus en cinq ans, soit une croissance de plus de 16 %, la commune des Brulais affiche un très bon dynamisme.

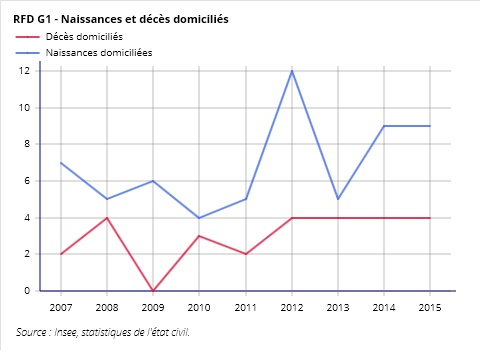
Graphique

### Revenu fiscal par ménage
Médiane du revenu disponible par unité de consommation (en euros): 18491€, en 2015, pour 207 ménages fiscaux, selon l'Insee.

## Loisirs
La commune est dotée d'un camping 2 étoiles avec 25 emplacements situé au lieu-dit "La Basse Bouère", avec vue sur un beau plan d'eau équipé de cabanes flottantes.

## Environnement
En 1986, les seuls pieds d'Adenocarpus complicatus, Adénocarpe à feuilles pliées ou Genêt batard du département ont été identifiés sur un chemin près de l'Aff, et n'ont pas été revus en raison de travaux. Cet arbuste fait partie de la Liste rouge du Massif armoricain, annexe 1.

## Lieux et monuments

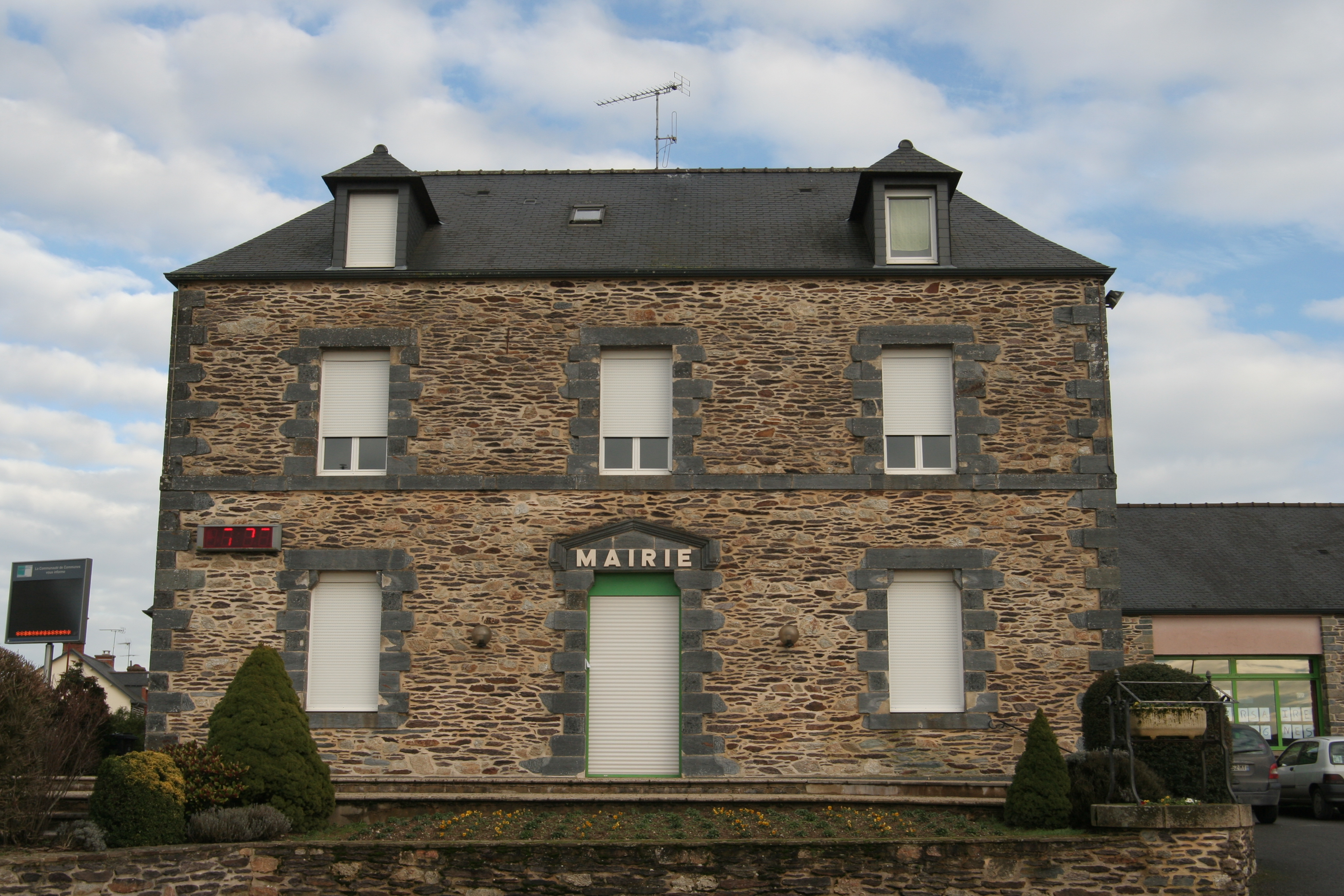
La mairie.
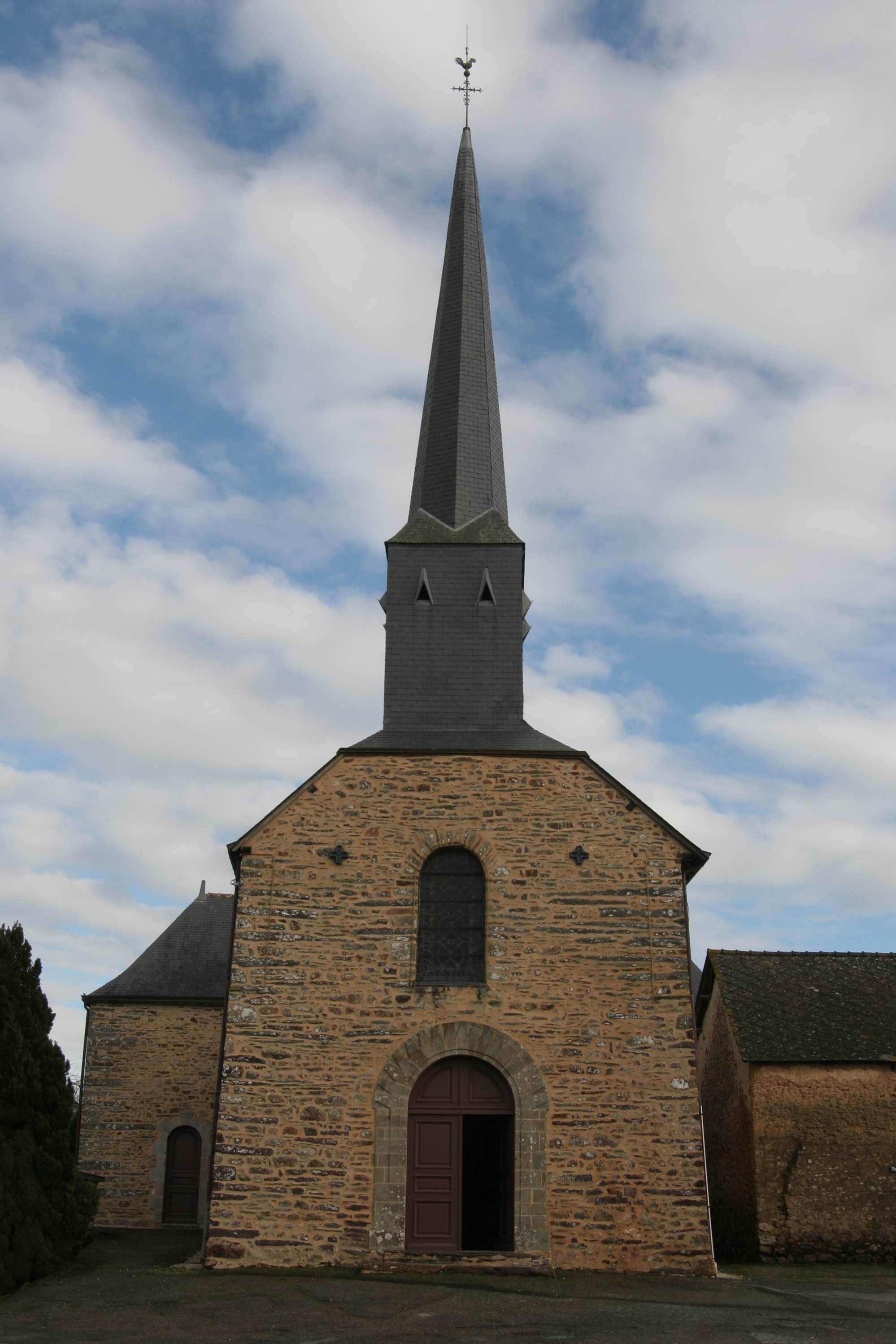
Le clocher de l'église.
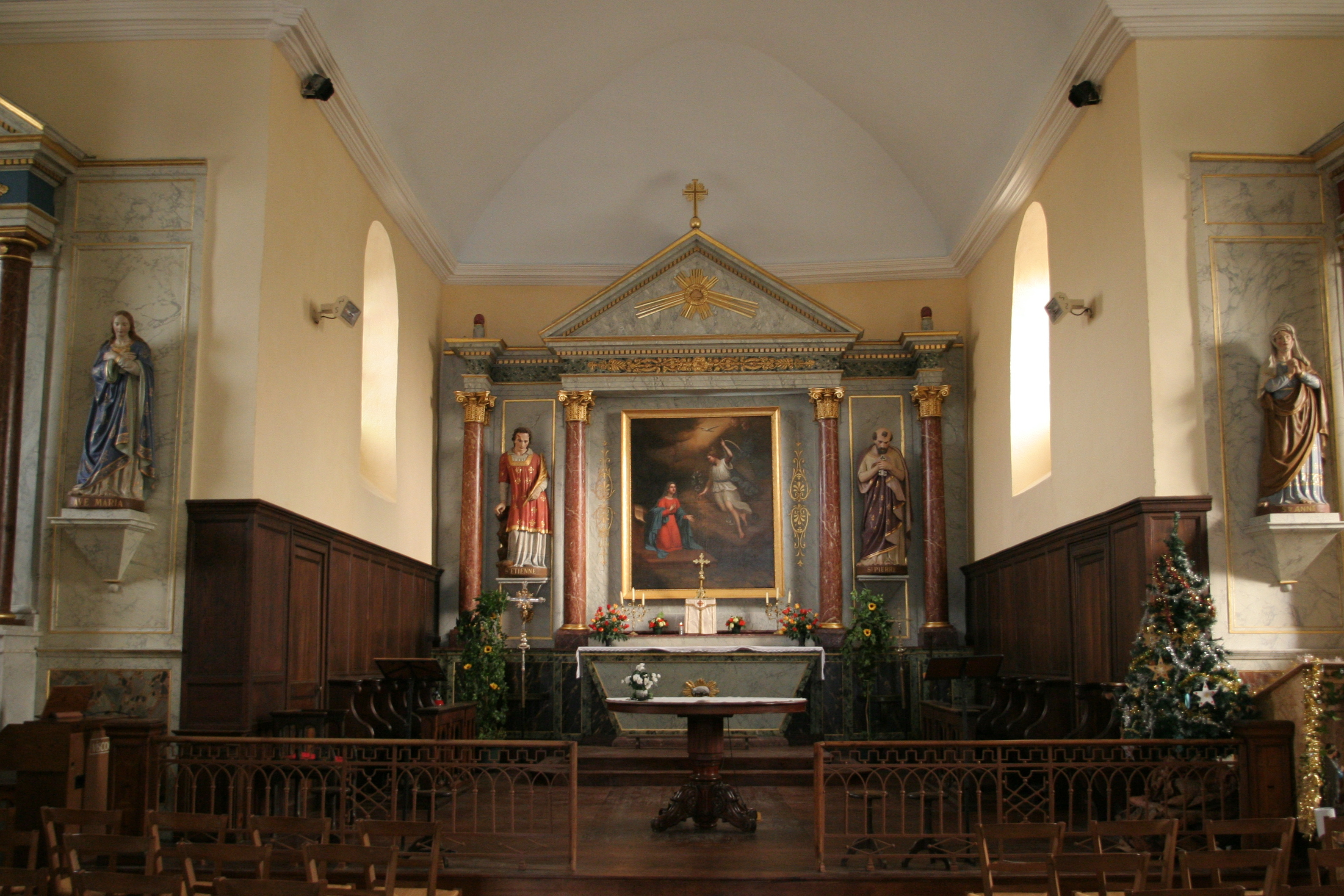
Le chœur de l'église.
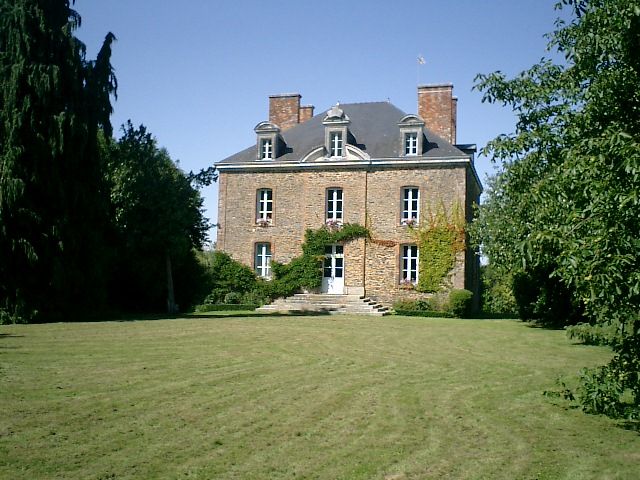
Château de La Bouëre.

- L'église Saint-Étienne-Saint-Melaine a été édifiée en 1835 sur les fondations de l'ancienne église priorale bâtie au XIe siècle et dépendant de l'abbaye Saint-Melaine de Rennes[32].

On voit à sa porte une pierre tombale du XVe siècle, figurant en relief le seigneur de Lava et sa femme qui avaient grandement contribué à la construction de l'ancienne: ils ont les mains jointes, leurs têtes reposent sur des coussins et sont abritées sous deux dais trilobés à crochet; cette pierre est ornée d'écussons frustes.
- Manoir de la Bouère, à 700 m. du bourg et 400 m. à l'ouest de la route. Il a été reconstruit. Il appartenait aux seigneurs de ce nom en 1427 et 1443, aux Bogier seigneurs du Vaudeguip en 1513, et aux de Marnières vers 1637 et en 1695[33]. Ses possesseurs étaient sergents féodés de la seigneurie de Comblessac[34].

## Vue ancienne du Centre bourg

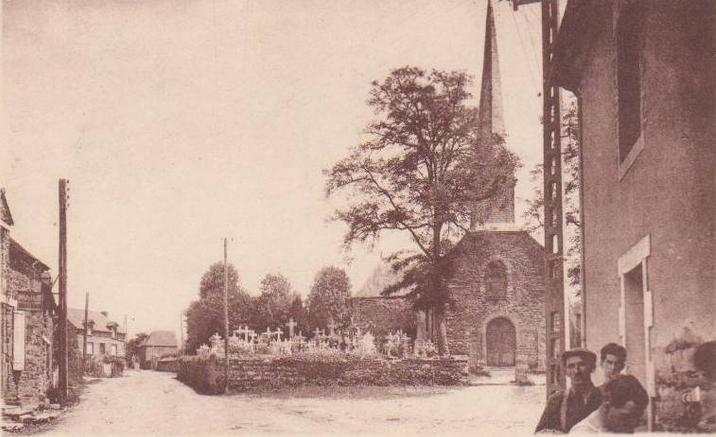
Photo ancienne du Centre Bourg des Brulais avec son ancien cimetière.

## Personnalités liées à la commune
- Alain Lacorne, Général de brigade, Officier de la Légion d'honneur.
- Pierre-Yves Reboux, conseiller général d'Ille-et-Vilaine (2008-2015).